# 持續性姿勢-知覺性頭暈
持續性姿勢-知覺性頭暈（persistent postural-perceptual dizziness，PPPD）為一種以持續性非旋轉性眩暈為表現的慢性神經疾患。

## 症候
PPPD的典型症狀包含持續性的頭暈、非旋轉性眩暈（non-spinning vertigo）、不平衡感，且當病患直立或給予動態視覺刺激時症狀會加劇。症狀在患者不注意時可能會緩解，也會在非特定的情形下驟然誘發。

## 诊断
目前的診斷標準乃根據巴拉尼學會（Bárány Society）於2017年提出的診斷標準，诊断必须满足所有5项标准：
1. 头晕、不稳、或非旋转性眩晕等症狀出現一個以上，且三個月內大多數日子有出現上述症狀
  1. 症状持续时间長（可能長達数小时以上），但严重度可能有起伏。
  2. 症状不需要一整天持续存在。
2. 没有具体诱因的持续性症状，且可能包括下列3个加剧因素：
  1. 直立姿势
  2. 与方向或位置无关的主动或被动运动
  3. 移动视觉（moving visual）刺激或复杂视觉类型（complex visual patterns）
3. 疾患通常由引起眩晕、不平衡感、頭暈，或平衡问题的情况引发（包含急性、偶發性或慢性前庭综合征，或是其他神经性疾病、内科疾病，或身心壓力）
  1. 当诱发事件是急性或发作性情况时，在诱发事件減緩後，出現标准第一類的症狀。最初症狀可能间歇出现，之後才融合成一個持續性的症狀。
  2. 当诱发事件是慢性综合征时，症状最初产生缓慢并且逐渐恶化。
4. 症状引起显著压力或功能损害
5. 症状無法以其他疾病或疾患解釋

## 历史背景
1870年代，德國醫師Benedikt、Cordes、Westphal分別描述了因暴露运动场景場景誘發的暈眩和不适的現象，三人分別使用「廣場暈眩症」（Platzschwindel）、「廣場恐懼症」（Platzangst），以及「市場恐懼症」（Die Agoraphobie）來記述他們的觀察。且分別以不同角度阐述了广场晕眩的问题，但由于存在不同的观点，关于是神经源性还是精神源性主导的争论一直没有得到解决。
1986年，Brandt和Dieterich從合併有轻度焦虑和抑郁的强迫性人格障礙患者中，找出伴有姿势性头晕和波动性不稳的患者，將其症候整理為一個診斷，描述了「恐惧性姿势性眩晕」（Phobischer Attacken-Schwankschwindel）此一疾病。1989年，Jacob等人把空间定向不稳和运动刺激警觉增高的组合做了描述并随后确认为空间运动不适（SMD）的症状。在视觉丰富的环境中进行主动或被动运动（例如走过超市过道，乘坐交通工具），即使在静止时候暴露于环境中有移动或图案的物体（例如，观看过往的交通、有条纹窗帘或拥挤人群）受累个体诱发症状。Bronstein于1995年描述了部分病人的视觉眩晕（Visual vertigo）症状。表现为暴露于复杂或移动视觉刺激时的不稳或头晕。视觉眩晕常常为持续性的。
2004年，Staab等人描述了慢性主观性晕眩（Chronic subjective dizziness，CSD）的临床综合征，并在2007年做了更明确的定义。CSD的定义包括持续性非眩晕性头晕或不稳，对自身或环境中物体的运动敏感性增高，以及执行精细视觉工作的困难。
2014年，巴拉尼學會前庭疾患分类委员会（Committee for Classification Vestibular Disorders of the Bárány Society，CCBS）決定統合恐懼性姿勢眩暈（PPV）、空間運動不適（SMD）、視覺眩暈（VV），和慢性主觀性暈眩（CSD）等疾病，並將其統合後的診斷命名為「持續性姿勢-知覺性頭暈」，並沿用至今。

## 流行病学
由於PPPD是於近期才獨立出來的一種疾患，因此目前尚無有效的數據說明其發生率及盛行率。目前估计发生率大約約占所有因前庭症状就诊病人的15-20%。急性或发作性前庭疾患（例如前庭性神經炎，良性陣發性姿勢性眩暈，前庭偏头痛，梅尼爾氏症）在追蹤3-12個月後，有PPPD样慢性头晕或持续性视觉眩晕约占25%左右。PPPD可能是年轻成人中最常见的诊断，在所有成年病人中的數量可能仅次于BPPV。PPPD的平均持续时间为4.5年，有些病人的症状达数十年。初步分析顯示PPPD的患者以女性占大多数。